# 恭貞王
伯（？—前1000年），是古朝鲜之箕子朝鲜的君主，子姓。諡號恭貞王（韓語：공정왕），後王位由兒子椿繼承。